# Campyloneurus alkmaarensis
Campyloneurus alkmaarensis is een insect dat behoort tot de orde vliesvleugeligen (Hymenoptera) en de familie van de schildwespen (Braconidae). De wetenschappelijke naam van de soort werd voor het eerst geldig gepubliceerd door Peter Cameron in 1911. (daar gespeld als Camploneurus alkmaarensis).
De naam "Alkmaar" verwijst naar de vindplaats, Kamp Alkmaar in het voormalige Nederlands-Nieuw-Guinea. H.A. Lorentz had er deze soort verzameld tijdens de Eerste Zuid Nieuw-Guinea Expeditie in 1907.